# Ampelocissus martinii
Ampelocissus martinii är en vinväxtart som beskrevs av Jules Émile Planchon. Ampelocissus martinii ingår i släktet Ampelocissus och familjen vinväxter. Inga underarter finns listade i Catalogue of Life.